# Heinrich Kröger
Heinrich Kröger (* 15. Oktober 1932 in Ahrenswohlde, Landkreis Stade; † 25. Mai 2025 in Soltau) war ein deutscher Pastor und Autor. Er beschäftigte sich wissenschaftlich mit dem Thema „Plattdeutsch in der Kirche“.

## Biografie
Kröger wuchs in Ahrenswohlde und in Postmoor bei Horneburg an der Elbe auf. Nach dem Abitur 1952 am Athenaeum in Stade studierte er von 1952 bis 1957 in Hamburg, Tübingen, Heidelberg und Göttingen Theologie. Nach dem 1. und 2. Examen arbeitete er von 1959 bis 1994 als Pastor an der Lutherkirche in Soltau.
Von 1972 bis 1992 war er Vorsitzender der „Arbeitsgemeinschaft plattdeutscher Pastoren in Niedersachsen“ und von 1992 bis 1998 deren Geschäftsführer. Von 1990 bis 2001 war er Vorsitzender der neuen Plattform „Plattdüütsch in de Kark“, von 2001 bis 2012 war er dort Geschäftsführer.
Von 1979 bis 2012 war Kröger Vorsitzender der Freudenthal-Gesellschaft und von 1976 bis 1979 Mitglied der Jury für den „Freudenthal-Preis“, der alljährlich vergeben wird, von 1979 bis 2009 war er deren Vorsitzender.
Zwischen 2001 und 2009 war er Vorsitzender des „Forum Plattdüütsch Soltau-Fallingbostel (SFA)“. Von 1979 bis 2019 war er Mitherausgeber der Zeitschrift De Kennung und von 1992 bis 2017 der Soltauer Schriften/Binneboom, außerdem verfasste er zahlreiche Artikel im Biographisch-Bibliographischen Kirchenlexikon (BBKL).
Heinrich Kröger lebte und arbeitete meist in Soltau, wo er am 25. Mai 2025 starb.

## Werke (Auswahl)
- Plattdüütsch in de Kark in drei Jahrhunderten. Göttingen / Ludwig-Harms-Haus, Missionshandlung, Hermannsburg 1996–2006, 4 Bände:
  - Bd. 1. 1700 bis 1900. Hannover 1996; ISBN 3-7859-0722-2 (Zugl.: Göttingen, Universität, Dissertation, 1995)
  - Bd. 2. 20. Jahrhundert. 2001; ISBN 3-87546-153-3
  - Bd. 3. Quellen und Lesetexte 18. bis 20. Jahrhundert. 1998; ISBN 3-87546-144-4
  - Bd. 4. Ergänzungen, Literatur und Register 1700 bis 2006. Bearb.: Sophia Kemlein, 2006; ISBN 3-937301-44-5
- (als Hrsg.): "Ick löw, ick bin en Stück von di ..." Ein niederdeutsches Lesebuch. Freudenthal-Preisträger/innen 1976-2001. Hinstorff-Verlag, Rostock 2002; ISBN 3-356-00971-0
- (als Mithrsg.) Johannes Bugenhagen (1485–1558). Der Bischof der Reformation. Evangelische Verlagsanstalt, Leipzig 2010; ISBN 978-3-374-02809-2
- mit anderen: Zwischen Volkssprache und Hochkirche. Zu Leben und Wirken des Pastors Heinrich Hansen. Nordfriesische Lebensläufe 10, hrsg. von Thomas Steensen, Verlang Nordfriisk Instituut, Bredstedt 2011, ISBN 978-3-88007-365-4

## Auszeichnungen
- 1992: Quickborn-Preis
- 1992: Niedersächsischer Verdienstorden (am Bande)
- 1998: Fritz-Reuter-Preis der Alfred Toepfer Stiftung F.V.S.
- 2010: Heinrich-Schmidt-Barrien-Preis
- 2010: Ehrenmitglied der Arbeitsgemeinschaft Plattdüütsch in de Kark Niedersachsen/Bremen
- 2012: Ehrenmitglied der Freudenthal-Gesellschaft Soltau
- 2013: Ehrennadel des Landkreises Heidekreis